# Nes község
Nes község (feröeriül: Nes kommuna) egy község Feröeren. Eysturoy déli részén fekszik. A Føroya Kommunufelag önkormányzati szövetség tagja.

## Történelem
A község 1912-ben jött létre Nes és Gøta egyházközség szétválásával. Jelenlegi formáját 1967-ben nyerte el Runavík község kiválásával.

## Önkormányzat és közigazgatás

### Települések
| Település      | Népesség | Mióta a község része | Előző község             | Meddig a község része | Következő község | Megjegyzés         |
| -------------- | -------- | -------------------- | ------------------------ | --------------------- | ---------------- | ------------------ |
| Glyvrar        | 419      | 1912                 | Nes és Gøta egyházközség | 1967                  | Runavík község   |                    |
| Lambareiði     | 6        | 1912                 | Nes és Gøta egyházközség | 1967                  | Runavík község   |                    |
| Lambi          | 150      | 1912                 | Nes és Gøta egyházközség | 1967                  | Runavík község   |                    |
| Nes (Eysturoy) | 345      | 1912                 | Nes és Gøta egyházközség |                       |                  |                    |
| Rituvík        | 294      | 1912                 | Nes és Gøta egyházközség | 1967                  | Runavík község   |                    |
| Runavík        | 584      | 1912                 | Nes és Gøta egyházközség | 1967                  | Runavík község   |                    |
| Saltangará     | 1033     | 1912                 | Nes és Gøta egyházközség | 1967                  | Runavík község   |                    |
| Saltnes        | 129      | 1912                 | Nes és Gøta egyházközség |                       |                  |                    |
| Skipanes       | 47       | 1912                 | Nes és Gøta egyházközség | 1967                  | Runavík község   |                    |
| Søldarfjørður  | 358      | 1912                 | Nes és Gøta egyházközség | 1967                  | Runavík község   |                    |
| Toftir         | 864      | 1912                 | Nes és Gøta egyházközség |                       |                  | A község székhelye |
| Æðuvík         | 103      | 1912                 | Nes és Gøta egyházközség | 1967                  | Runavík község   |                    |

### Polgármesterek
- Símun Johannesen ( – 2008/2009 – )[4][5]

## Népesség
| Év              | Lakosság |
| --------------- | -------- |
| 1986. január 1. | 1049     |
| 1991. január 1. | 1150     |
| 1996. január 1. | 1022     |
| 2001. január 1. | 1165     |
| 2006. január 1. | 1228     |